# Câmpia Siberiei de Vest

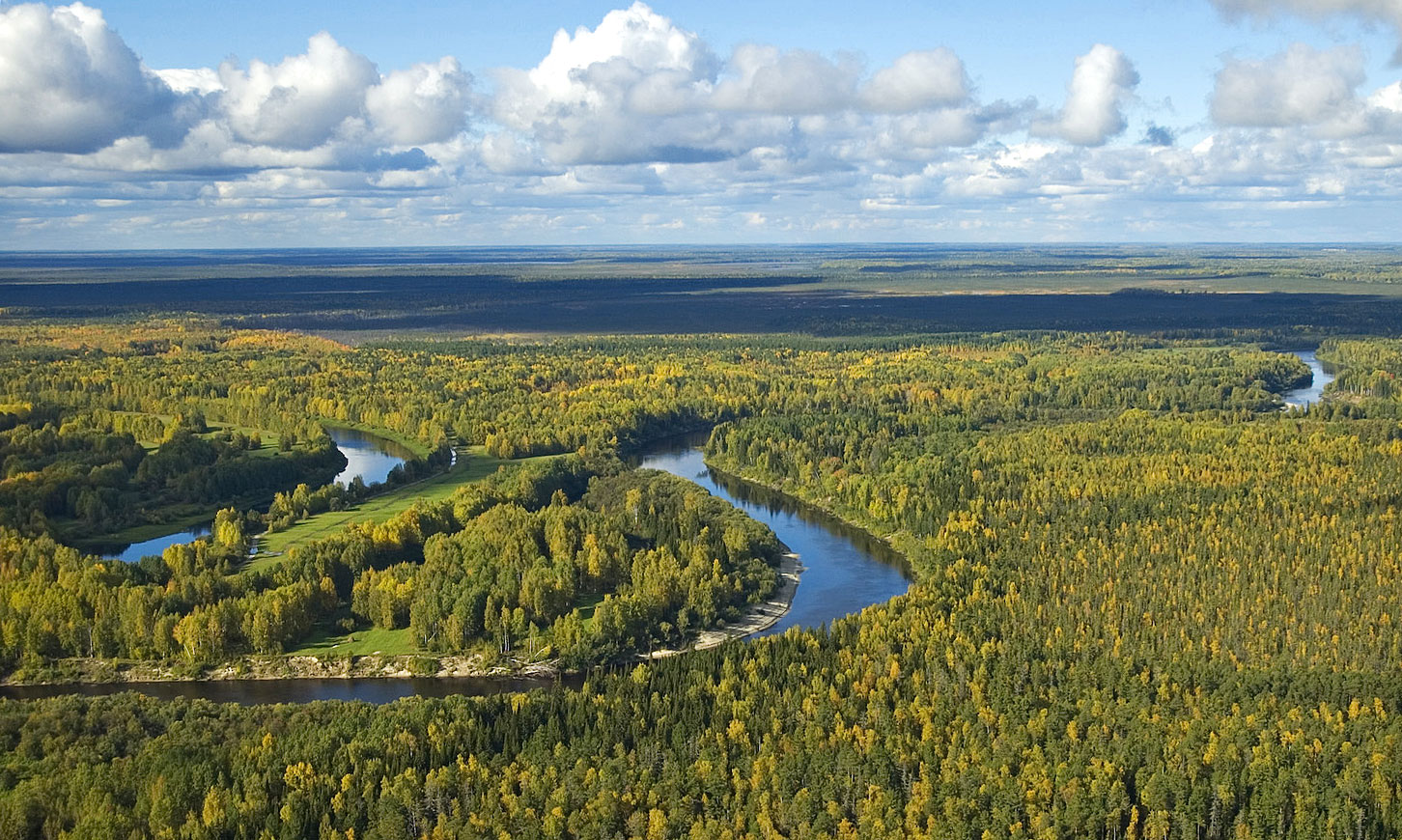
Câmpia Siberiei de Vest

Câmpia Siberiei de Vest (rusă Западно-Сибирская равнина)  este o regiune întinsă  de 2.500.000 km², care face parte din Siberia de Vest, o parte din Siberia, Rusia.

## Date geografice
Câmpia Siberiei de Vest este limitată de munții Ural la vest, de Platoul Siberian Central la est, iar la nord de peninsula Iamal și Marea Kara. Fără să se poată face o delimitare naturală clară, se continuă cu  Câmpia Siberiei de Nord. La sud-vest câmpia este delimitată de Podișul Kazah. Regiunea este caracterizată printr-un ținut mlăștinos, în sud cresc păduri de rășinoase, spre nord domină vegetația de tundră și de taiga. 
Altitudinile sale variază între 150 – 300 m .

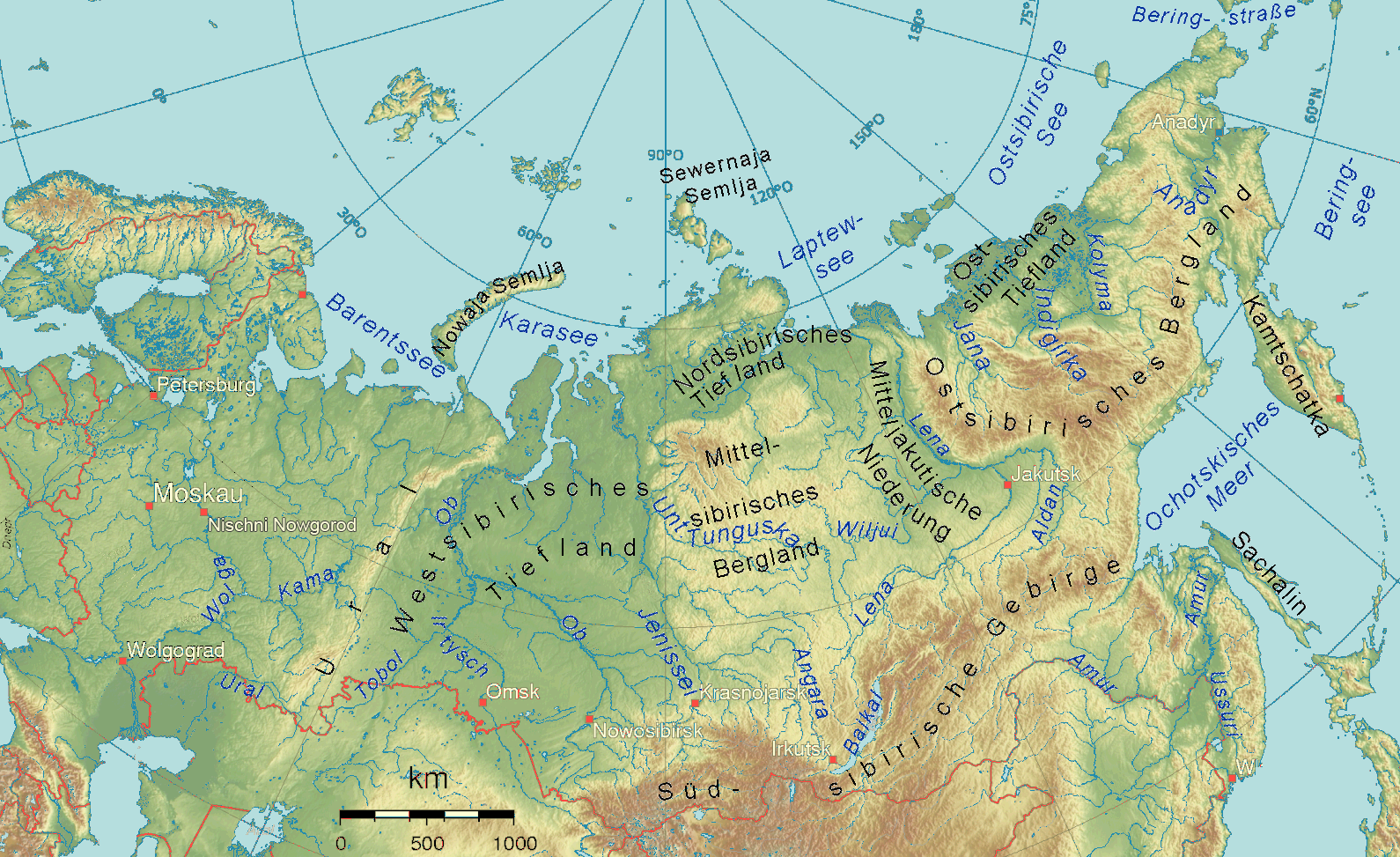
1-Câmpia Siberiei de Est, 2-Munții Siberiei de Est, 3-Depresiunea Centrală Iacută, 4-Platoul Siberian Central, 5-Câmpia Siberiei de Nord, 6-Câmpia Siberiei de Vest, 7-Munții Siberiei de Sud

## Fluvii

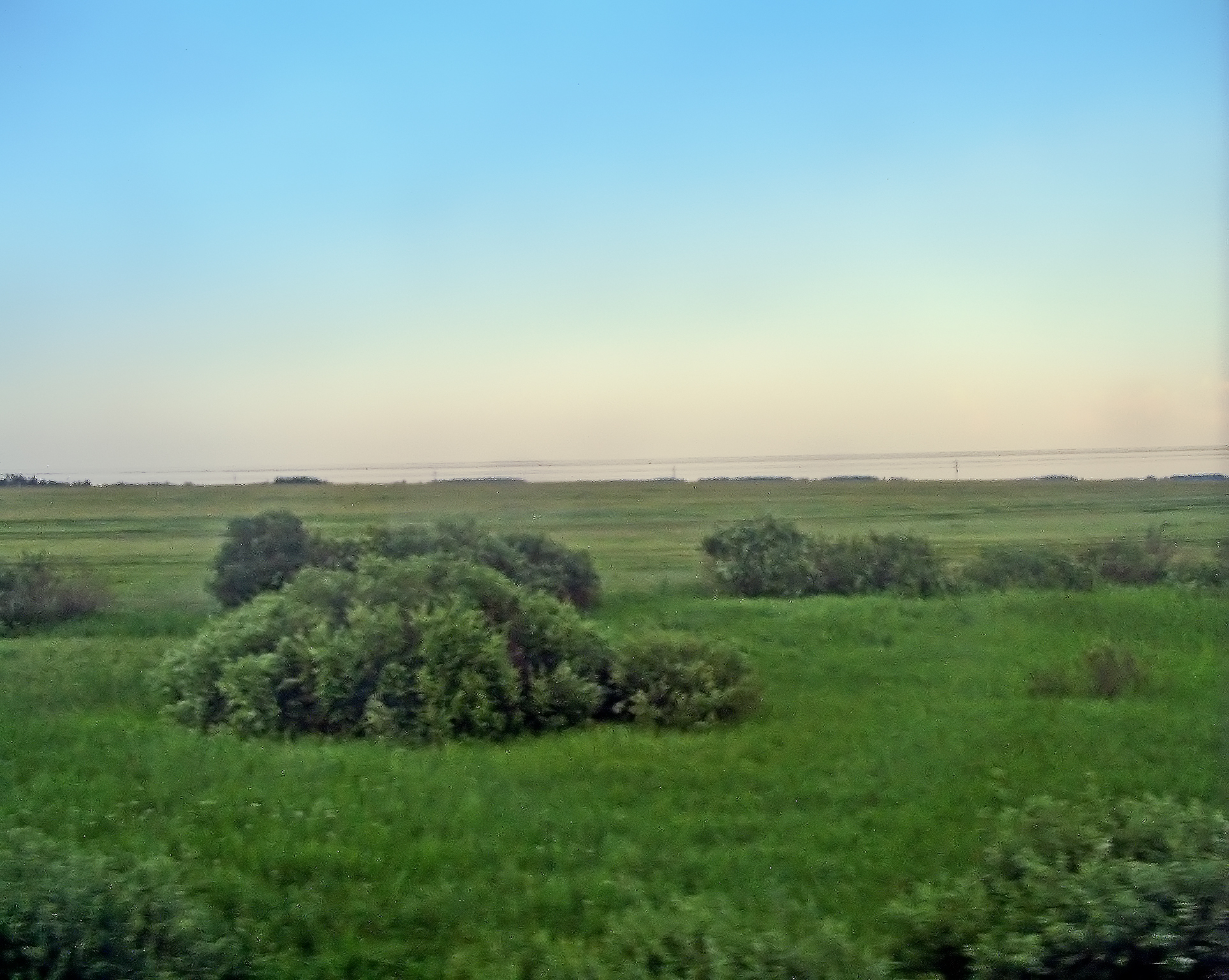
Câmpia Siberiei de Vest

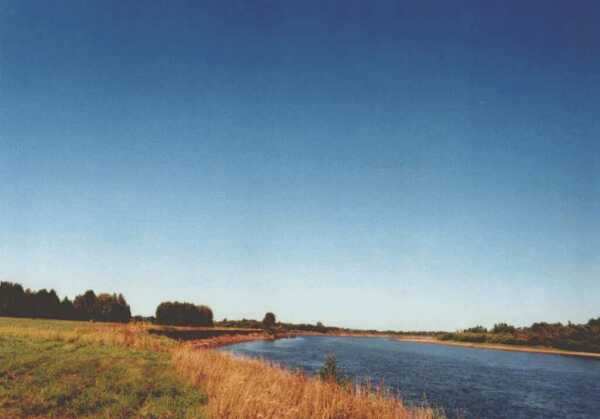
Câmpia Siberiei de Vest

- Irtiș
- Enisei
- Ob

## Orașe
- Barnaul
- Chanty-Mansijsk
- Ekaterinburg (mai demult Sverdlovsk)
- Kurgan
- Nijnevartovsk
- Norilsk
- Novosibirsk
- Omsk
- Pavlodar
- Serov
- Surgut
- Tiumen
- Tomsk
- Celiabinsk